# Viscount Camrose
Viscount Camrose, of Hackwood Park in the County of Southampton, ist ein erblicher britischer Adelstitel in der Peerage of the United Kingdom.

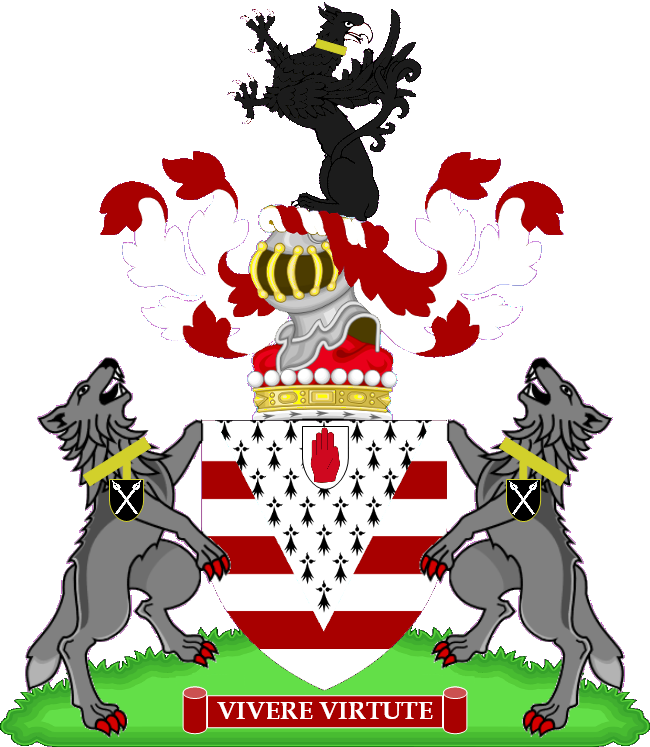
Wappen der Viscounts Camrose

## Verleihung, nachgeordnete und weitere Titel
Der Titel wurde am 20. Januar 1941 für den Zeitungsmagnaten William Berry, 1. Baron Camrose, geschaffen.
Er war bereits am 4. Juli 1921 in der Baronetage of the United Kingdom zum Baronet, of Long Cross in the County of Surrey, sowie am 19. Juni 1929 in der Peerage of the United Kingdom zum Baron Camrose, of Long Cross in the County of Surrey, erhoben worden.
Sein zweiter Sohn Hon. Michael Berry wurde am 19. Januar 1968 auf Lebenszeit (Life Peerage) in der Peerage of the United Kingdom zum Baron Hartwell, of Peterborough Court in the City of London, erhoben. Von seinem kinderlosen Bruder, dem 2. Viscount, erbte er 1995 auch den Viscounttitel und dessen nachgeordnete Titel, verzichtete aber sogleich auf diese, so dass sie bis zu seinem Tod 2001 ruhten. Es folgten sein Sohn Adrian Berry als 4. Viscount und 2016 dessen Sohn Jonathan Berry als 5. Viscount.

## Liste der Viscounts Camrose (1941)
- William Berry, 1. Viscount Camrose (1879–1954)
- Seymour Berry, 2. Viscount Camrose (1909–1995)
- Michael Berry, Baron Hartwell, 3. Viscount Camrose (1911–2001) (Titelverzicht 1995)
- Adrian Berry, 4. Viscount Camrose (1937–2016)
- Jonathan Berry, 5. Viscount Camrose (* 1970)

Titelerbe (Heir Presumptive) ist der Onkel des aktuellen Titelinhabers Hon. Nicholas Berry (* 1942).